# No (by)
No er en by i Vestjylland med 245 indbyggere  (2024), beliggende 12 km syd for Tim, 22 km vest for Videbæk, 24 km nordvest for Skjern og 6 km nordøst for Ringkøbing. No hører til Ringkøbing-Skjern Kommune og ligger i Region Midtjylland.
No hører til No Sogn. No Kirke ligger i byens nordvestlige udkant.

## Faciliteter
- No Friskole lukkede i 2013, men Børnehuset med vuggestue og børnehave, der blev oprettet i forbindelse med friskolen i 2006, fungerer stadig.
- No Sognehus, dvs. friskolens gymnastiksal, aula og mødelokale udlejes til fester, møder og sport. Huset har Himmelrummet med plads til 149 personer og Aulaen med plads til 60 personer.
- I 2013 blev den tidligere sogneforening, No Ungdoms og Gymnastikforening og No Friskoles Støtteforening samlet i den nye No Sogneforening, som har til huse i No Sognehus. Den har som formål at varetage alle indbyggernes interesser og har derfor nedsat en række udvalg. Vindmølleudvalget har den særlige opgave at udlodde de 220.000 kr., som foreningen årligt tjener på vindmøller i Nørhede-Hjortmose.
- No Aktivitetshus er det gamle alderdomshjem, som kommunen lukkede i starten af 1990’erne. Da kommunen i 2017 ville sælge bygningen, købte Sogneforeningen den. Den rummer en sal og 5 dobbeltværelser, der kan lejes. Huset passes af Seniorklubben, som er et udvalg under Sogneforeningen.

## Historie

### Kirker
Noget nord for den nuværende kirke har der ligget en Noo Kirke, der omtales i 1340, men senere betegnes som ødekirke. Kirken omtales endnu i 1525, men må være revet ned derefter. Det gamle No sogn blev antagelig ved midten af det 16. århundrede indlemmet i Hee Sogn.
Efter at Nos nuværende kirke var indviet 2. december 1877, blev No kirkedistrikt i 1878 udskilt af Hee sogn som et selvstændigt sogn.

### Landsbyen
I 1904 blev No beskrevet således: " No (1340: Noo) med Kirke, Skole, Forsamlingshus (opf. 1888) og Mølle." På dette tidspunkt var No Sogn et anneks til Hee Sogn og havde altså ikke egen præst. Hovedsognet og annekset udgjorde dog tilsammen én sognekommune. Den blev senere opdelt, så Hee og No var to selvstændige sognekommuner, da de ved kommunalreformen i 1970 indgik i Ringkøbing Kommune, som No hørte til indtil 2007.

### Jernbanen
No fik station på Ringkøbing-Nørre Omme Jernbane, der blev indviet i 1911, forlænget fra Ørnhøj til Holstebro i 1925 og nedlagt i 1961. Stationsbygningen er tegnet af Ulrik Plesner. Den er bevaret på Gl. Stationsvej 8, og herfra mod øst til Stampevej er 300 m af banetracéet bevaret som grussti.

### Skolen og forsamlingshuset
No Skole blev friskole i 1992. No Friskole, der blev oprettet i 1992, lukkede med udgangen af april 2013. Den tilbød undervisning op til 7. klasse, de sidste to år inden lukningen dog kun til 6. klasse. Ved lukningen havde skolen 46 elever og en håndfuld lærere.
Forsamlingshuset fra 1941 afløste det gamle fra 1888 og var ejet af den gamle sogneforening. Da den nye fusionerede sogneforening købte friskolens bygning og indrettede den til sognehus, blev forsamlingshuset overflødigt. Det lukkede i 2015, hvorefter det blev revet ned.